# دلغان ملا فقير
دلغان ملا فقير (بالفارسية: دلگان ملا فقیر) هي قرية تقع في قسم نغور الريفي (مقاطعة تشابهار) في إيران. يقدر عدد سكانها بـ 326 نسمة بحسب إحصاء 2016.